# Russische Poolbillard-Meisterschaft
Die russische Poolbillard-Meisterschaft ist ein jährlich ausgetragenes Poolbillardturnier in Russland. Ermittelt werden die nationalen Meister in den Billarddisziplinen 8-Ball, 9-Ball, 10-Ball und 14/1 endlos.
Rekordsieger ist Konstantin Stepanow, der seit 2007 15-mal Russischer Meister wurde. Ruslan Tschinachow gewann 13-mal. Bei den Damen waren Kristina Tkatsch mit zwölf Titeln und Darja Sirotina mit neun Titeln am erfolgreichsten, vor den achtmaligen Siegerinnen Anna Maschirina und Natalja Subzowa.

## Russische Meister

### Herren
| Jahr | 14/1 endlos          | 8-Ball               | 9-Ball              | 10-Ball             |
| ---- | -------------------- | -------------------- | ------------------- | ------------------- |
| 2007 | Konstantin Solotilow | Konstantin Solotilow | Konstantin Stepanow |                     |
| 2008 | Konstantin Stepanow  | Ruslan Tschinachow   | Konstantin Stepanow | Roman Prutschai     |
| 2009 | Konstantin Stepanow  | Konstantin Stepanow  | Ruslan Tschinachow  | Sergei Nikitin      |
| 2010 | Ruslan Tschinachow   | Roman Prutschai      | Ruslan Tschinachow  | Jegor Plischkin     |
| 2011 | Konstantin Stepanow  | Witali Pawluchin     | Konstantin Stepanow | Ruslan Tschinachow  |
| 2012 | Ruslan Tschinachow   | Ruslan Tschinachow   | Konstantin Stepanow | Ruslan Tschinachow  |
| 2013 | Witali Pawluchin     | Ruslan Tschinachow   | Maxim Dudanez       | Jewgeni Buslajew    |
| 2014 | Konstantin Stepanow  | Sergei Luzker        | Ruslan Tschinachow  | Danila Smelnizki    |
| 2015 | Witali Pawluchin     | Marsel Safiullin     | Konstantin Stepanow | Konstantin Stepanow |
| 2016 | Konstantin Stepanow  | Ruslan Tschinachow   | Ruslan Tschinachow  | Konstantin Stepanow |
| 2017 | Fjodor Gorst         | Sergei Luzker        | Konstantin Stepanow | Andrei Seroschtan   |
| 2018 | Ilja Neklejenow      | Andrei Seroschtan    | Andrei Seroschtan   | Fjodor Gorst        |
| 2019 | Fjodor Gorst         | Ruslan Tschinachow   | Fjodor Gorst        | Fjodor Gorst        |
| 2020 | Konstantin Stepanow  | Fjodor Gorst         | Fjodor Gorst        | Fjodor Gorst        |

### Damen
| Jahr | 14/1 endlos             | 8-Ball                  | 9-Ball                  | 10-Ball                 |
| ---- | ----------------------- | ----------------------- | ----------------------- | ----------------------- |
| 2007 | Darja Sirotina          | Olga Lewina             | Irina Gorbataja         |                         |
| 2008 | Olga Lewina             | Olga Lewina             | Natalja Subzowa         | Darja Sirotina          |
| 2009 | Anastassija Netschajewa | Anastassija Netschajewa | Darja Sirotina          | Olga Lewina             |
| 2010 | Darja Sirotina          | Darja Sirotina          | Anastassija Netschajewa | Natalja Subzowa         |
| 2011 | Natalja Subzowa         | Darja Sirotina          | Natalja Subzowa         | Anna Maschirina         |
| 2012 | Anastassija Netschajewa | Anastassija Netschajewa | Natalja Subzowa         | Darja Sirotina          |
| 2013 | Darja Sirotina          | Anna Maschirina         | Darja Sirotina          | Anna Maschirina         |
| 2014 | Kristina Tkatsch        | Anna Maschirina         | Anna Maschirina         | Anna Maschirina         |
| 2015 | Natalja Subzowa         | Anna Maschirina         | Anna Maschirina         | Kristina Tkatsch        |
| 2016 | Kristina Tkatsch        | Kristina Tkatsch        | Kristina Tkatsch        | Natalja Subzowa         |
| 2017 | Kristina Tkatsch        | Kristina Tkatsch        | Kristina Tkatsch        | Kristina Tkatsch        |
| 2018 | Walerija Truschewskaja  | Natalja Subzowa         | Dina Fatychowa          | Anastassija Netschajewa |
| 2019 | Kristina Tkatsch        | Walerija Truschewskaja  | Kristina Tkatsch        | Walerija Truschewskaja  |
| 2020 | Walerija Truschewskaja  | Walerija Truschewskaja  | Walerija Truschewskaja  | Kristina Tkatsch        |